# John Afoa
Pour les articles homonymes, voir Afoa.

a Compétitions nationales et continentales officielles uniquement.

b Matchs officiels uniquement.
Dernière mise à jour le 27 mai 2023.
Ioane Fitu Afoa, plus connu comme John Afoa, né le 16 octobre 1983 à Auckland, est un joueur international néo-zélandais de rugby à XV qui joue pour les Crusaders en Super Rugby au poste de pilier (1,83 m et 126 kg).
Il est le frère de James Afoa, joueur international samoan de rugby à XV.

## Biographie
En 2003, il a été champion du monde des moins de 21 ans avec la Nouvelle-Zélande.
Il a débuté avec la province d'Auckland en 2002 contre Counties Manukau et joue avec la franchise des Auckland Blues en Super 14, avec laquelle il dispute son premier match en 2004 et y joue jusqu'en 2011.
Par la suite, il rejoint à partir de la saison 2011-2012 la province de l'Ulster, avec laquelle il est vice-champion d'Europe en 2012.
En décembre 2013, il signe un contrat de quatre ans avec Gloucester à partir de la saison 2014-2015, il devient l'un des joueurs les mieux rémunérés du championnat d'Angleterre et même d'Europe.
À la fin de la 2017-2018, il est nommé dans l'équipe type de Premiership.
Après quatre saison avec Gloucester, il rejoint le club rival de Bristol Bears pour la saison 2018-2019. Il réalise une bonne première saison avec sa nouvelle équipe puisqu'il est nommé dans l'équipe type de Premiership à la fin de cette saison.
Il rejoint le RC Vannes à partir de la saison 2022-2023. Néanmoins, il n'active pas sa deuxième année de contrat optionnelle et va retourner en Nouvelle-Zélande à la fin de la saison.
Seulement une semaine après le dernier match de la saison du RC Vannes, il retourne en Nouvelle-Zélande et débute sous les couleurs de sa nouvelle équipe des Crusaders lors de la quatorzième journée du Super Rugby 2023 face aux Waratahs.

## Statistiques

### En club / province
- Nombre de matchs de Provinces : 49
- Nombre de matchs de Super 12/14 : 100

### En équipe nationale
De 2005 à 2011, John Afoa compte 36 sélections avec les All-Blacks, inscrivant 5 points, soit 1 essai. Avec les Kiwis, il dispute une Coupe du monde en 2011. Il participe à quatre éditions du Tri-nations en 2008, 2009, 2010 et 2011. Il compte 2 sélections en 2005, 1 en 2006, 10 en 2008, 10 en 2009, 7 en 2011 et 6 en 2011.

## Palmarès

### En club
- Vainqueur du championnat des provinces néo-zélandaises : 2002, 2003, 2005 et 2007 avec Auckland.
- Finaliste de la Coupe d'Europe en 2012 avec l'Ulster.
- Vainqueur du Challenge européen en 2015 avec Gloucester et en 2020 avec les Bristol Bears.
- Finaliste du Challenge européen en 2017 et 2018 avec Gloucester.

### En équipe nationale
- Vainqueur du Championnat du monde des moins de 21 ans en 2003 avec l'équipe de Nouvelle-Zélande des moins de 21 ans.
- Vainqueur de la Coupe des nations du Pacifique en 2006 et 2007 avec les Junior All Blacks.
- Vainqueur du Tri-nations en 2008 et 2010 avec la Nouvelle-Zélande.
- Vainqueur de la Coupe du monde en 2011 avec la Nouvelle-Zélande.

### Distinctions personnelles
- Membre de l'équipe type du Championnat d'Angleterre en 2018, 2019 et 2021[14]